# Marjeta Dajčman
Marjeta Dajčman Rogelj, slovenska mladinska pisateljica, knjižničarka, * 11. julij 1934, Bušinja vas pri Metliki, Slovenija.

## Življenje
Rodila se je leta 1934 v revni družini Rogelj v Bušinji vasi pri Metliki. Oče Jože Rogelj je delal v tujini kot rudar, mati je bila šivilja. V družini je bilo pet otrok, mama jim je pripovedovala pravljice in jih preživljala. 
Osnovno šolo je začela obiskovati leta 1941 na Suhorju pri Metliki. Leta 1942 se je preselila v Srednjo vas pri Črmošnjicah, tam je občasno obiskovala osnovno šolo.
Po vojni je začela obiskovati nižjo gimnazijo in učiteljišče v Novem mestu. Po končni srednji šoli se je zaposlila.
Prvo delovno mesto je bil Suhor, njen rojstni kraj. Poučevala je na šoli, ki jo je nekoč tudi sama obiskovala. Tam je poučevala tri leta. Njena nadaljnja učiteljska pot je šla od Radovice pri Metliki, kjer je učila v kombiniranem razredu, do Žirovnice in Vavte vasi ob Krki. Leta 1973 se je preselila v Novo mesto, kjer je začela voditi Ljudsko knjižnico.

## Delo
S pisanjem spisov je začela v času vojne, najraje je pisala o ljubezni in o živalskih motivih. Kasneje je pisala črtice. Za črtico Selitev je leta 1974 prejela 1. nagrado (zlata antena) na anonimnem natečaju za črtice pisateljev začetnikov. 
Ob delu je na Pedagoški akademiji študirala in doštudirala slovenski jezik in knjižničarstvo. 
Njeno najbolj znano mladinsko delo Marjetka ve, kaj je vojna je bilo tudi uvrščeno v lestvico najbolj branih knjig in govori o življenju družine Rogelj med vojno. 
Za odrasle je 1994 napisala roman Afrika, Afrika, kjer opisuje življenje tete in strica v Afriki.

## Nagrade
- Zlata antena za črtico Selitev (1974)
- Trdinova nagrada (1994)